# Messac, Ille-et-Vilaine
Messac (tiếng Breton: Mezeg, Gallo: Meczac) là một xã của tỉnh Ille-et-Vilaine, thuộc vùng Bretagne, miền tây bắc nước Pháp.

## Dân số
Người dân ở Messac được gọi là Messacois.
| Năm | 1962 | 1968 | 1975 | 1982 | 1990 | 1999 | 2004 |
| --- | ---- | ---- | ---- | ---- | ---- | ---- | ---- |
| Dân số | 2163 | 2169 | 2212 | 2232 | 2276 | 2243 | 2477 |
| From the year 1962 on: No double counting—residents of multiple communes (e.g. students and military personnel) are counted only once. |      |      |      |      |      |      |      |